# Real Santuario del Santísimo Cristo de La Laguna
El Real Santuario del Santísimo Cristo de La Laguna es un templo católico situado en la ciudad de San Cristóbal de La Laguna (Tenerife, España). El Real Santuario es el Convento Franciscano de San Miguel de las Victorias y tiene la categoría de Bien de Interés Cultural. Junto al Real Santuario se encuentra la Plaza del Cristo de La Laguna.
El Real Santuario del Cristo de La Laguna es conocido sobre todo porque en su interior se venera la milagrosa imagen del Santísimo Cristo de La Laguna, el cual es una de las imágenes religiosas más veneradas de las Islas Canarias y un símbolo de la ciudad de La Laguna. Por esta razón, el Real Santuario del Cristo de La Laguna es uno de los templos espirituales más importantes del Archipiélago Canario. Dicho templo a lo largo de su historia fue enriquecido por los Romanos Pontífices con las indulgencias que le están concedidas a la Archibasílica de San Juan de Letrán en Roma.

## Historia y descripción
El convento empezó a construirse por orden del Adelantado Alonso Fernández de Lugo, en febrero o marzo de 1506, siendo terminado en 1580. Éste fue el primer convento franciscano creado de la isla de Tenerife. Tuvo sucesivas ampliaciones que conformaron una estructura de tres naves y múltiples capillas; como fueron las del Señor de la Columna, la del Espíritu Santo, la capilla de Nuestra Señora de Candelaria y también la de Nuestra Señora de Los Ángeles, entre otras. De importancia fue la Capilla mayor, en cuya realización se utilizó gran cantidad de cantería, por lo que, se deduce que era una obra de grandes dimensiones.
Durante el siglo XVI el Santuario se hizo famoso por acaparar las misas de difuntos bajo la denominación de "misa del ánima", para sufragio de las Ánimas Benditas del Purgatorio.
La noche del 28 de julio de 1810, el inmueble sufrió un grave incendio; sólo escapó de las llamas, la espadaña, la casa de la Esclavitud y la imagen del Cristo. El levantamiento del nuevo convento se hizo un año después y estuvo a cargo del Padre Fray Antonio Tejera.
El nuevo Santuario se levantó con una orientación diferente a la anterior. En principio era una capilla con carácter provisional pero como tal ha llegado a nuestros días. Se trata de una edificación muy sencilla, donde el espacio se ha reducido a una sola nave, sin capillas colaterales, y su superficie es aproximadamente de 46 metros de largo y 8 metros de ancho.
Se entra por una puerta debajo del coro alto. El Altar tiene un frontal de plata repujada con las armas de los marqueses de Villanueva del Prado. La pared del fondo está ocupada por un importante manifestador de plata, con un nicho central sobre cuyo fondo de madera labrada y dorada descansa la cruz del Santísimo Cristo; encima y a modo de remate, destaca una pequeña talla antigua, policromada, de San Miguel de las Victorias. 
Se conservan además otras imágenes religiosas, así como un importante legado en orfebrería, en su mayor parte procedente de los mejores talleres laguneros.
En la actualidad la iglesia tiene la categoría de Real Santuario, con culto intenso, y fue devuelta a la comunidad de franciscanos del anexo Convento de San Miguel de las Victorias. Junto al Real Santuario se encuentra el Cuartel Militar, sede del Jefe del Mando y Zona Militar de Canarias.
Debido a su notable importancia dentro del archipiélago, los Papas fueron enriqueciendo canónicamente el templo a lo largo de la historia con las indulgencias que le están concedidas a la Archibasílica de San Juan de Letrán, la catedral de Roma. En el año 2008 este templo lució una inmensa bandera de la Ciudad del Vaticano en recuerdo del primer centenario del "Título Pontificio", otorgado por el papa de Roma en 1908 a la Pontificia, Real y Venerable Esclavitud del Santísimo Cristo de La Laguna.
Desde la Semana Santa de 2014 el Santuario custodia una réplica exacta de la Sabana Santa de Turín, de la que sólo hay dos copias exactas en España. Esta reproducción fue donada por la Delegación en Canarias del Centro Español de Sindonología y es la única reproducción fiel que existe en Canarias de la Sábana Santa. Se da la circunstancia de que esta reproducción de la Síndone es actualmente la réplica más exacta que hay en el mundo de la Sábana Santa. Ya en el año 2000, el Santuario del Cristo de La Laguna fue testigo de la primera misa de veneración de la Sábana Santa en el Archipiélago Canario, en conmemoración de la ostensión de la Síndone en la Catedral de Turín con motivo del Año Jubilar.

### Título de Real Santuario
El Real Santuario del Santísimo Cristo de La Laguna, fue uno de los primeros santuarios de Canarias en recibir el título y la distinción de "Real". Fue el 19 de diciembre de 1906, gracias al Rey Alfonso XIII, en una visita al archipiélago acompañado de los Infantes; Doña María Teresa de Borbón y Don Fernando de Baviera.
El día 22 de noviembre de 2006 recibió la visita de los anteriores Reyes de España (Don Juan Carlos I de Borbón y su esposa Doña Sofía de Grecia). El Rey de España se considera "Esclavo Honorífico" de la hermandad al igual que el Papa de Roma.

## Retablo del Cristo de La Laguna
Lo conforman nicho, sagrario y frontal; es de plata repujada, del siglo XVIII y artísticamente hablando, del estilo barroco. Se encuentra situado en la capilla mayor. Es uno de los mejores ejemplares existentes en España. Su coste estuvo a cargo de Mateo Velusco en el año de 1675.
Su frontal es el más antiguo que se encuentra en las Islas y fue un regalo de Alonso de Nava y Grimón y de Alvarado Bracamonte. Su realización estuvo a cargo de orfebres canarios. Se concibe a manera de lienzo, la división se
realiza mediante galones cincelados y está dividido en dos zonas, una superior más estrecha que la inferior.
El panel superior, posee un motivo ornamental, que forma una serie de tallos, hojas, flores y granadas, que se repiten en toda la superficie. Su inspiración son los retablos barrocos isleños, que eran ejecutados por artistas portugueses y andaluces.
El recuadro del centro, lo ocupa un blasón de la casa del donante, la familia de Nava y Grimón. La parte inferior se divide en cinco paneles mientras que la mesa del altar posee un basa y sobre ella cuatro soportes que sostiene el Ara y contiene decoración vegetal.

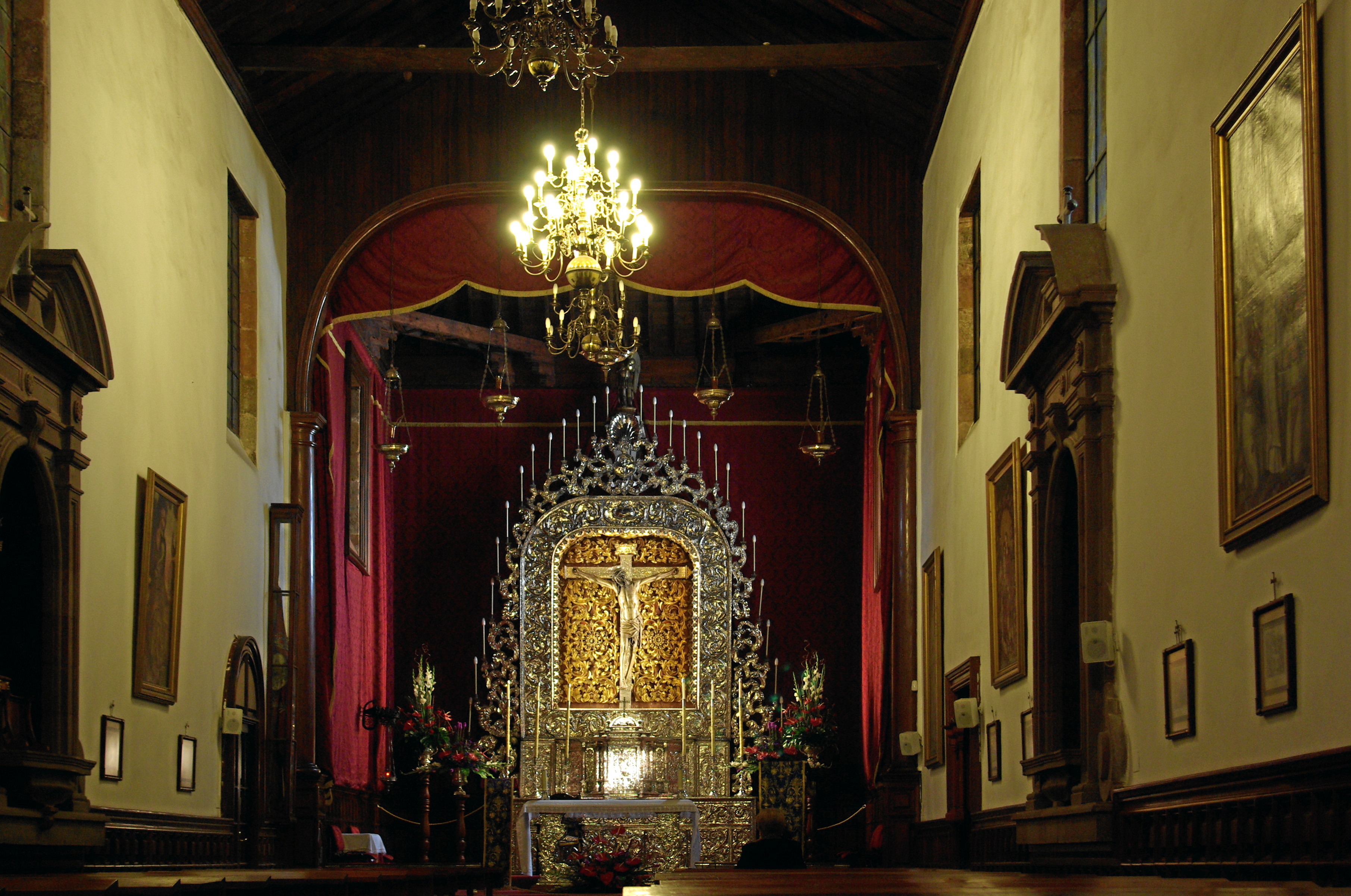
Interior y Retablo del Santuario del Cristo.

## Cruz del Cristo de La Laguna
Madera revestida en plata de estilo barroco. Perteneciente al retablo de la Capilla Mayor. Fue un obsequio de Francisco Bautista Pereira de Lugo al convento franciscano de San Miguel de las Victorias, quien lo realizó junto con los clavos, también de plata. Su sencillez ornamental no fue premisa, para la influencia que tuvo en la orfebrería canaria. Hubo una Cruz anterior a la ya comentada, que fue la primigenia del Santuario, era de madera, quedando ésta en el convento de las religiosas de Santa Clara, donde aún recibe culto y veneración.

## Cristo de La Laguna
Fue realizado en madera noble de Flandes, por el escultor belga Louis Van Der Vule hacia el siglo XVI. Dicha imagen de gran valor tanto histórico como artístico, posee gran devoción no solo en la ciudad de La Laguna, sino también en el resto de las islas. El Cristo moreno posee una corona de oro muy característica de los Cristos canarios, llamada "solideo", por su forma circular con rayos que imitan a las ráfagas solares. Debido a su gran calidad artística e histórica, la imagen del Cristo de La Laguna posee la categoría de Bien de Interés Cultural (BIC) con la categoría de Bien Mueble.

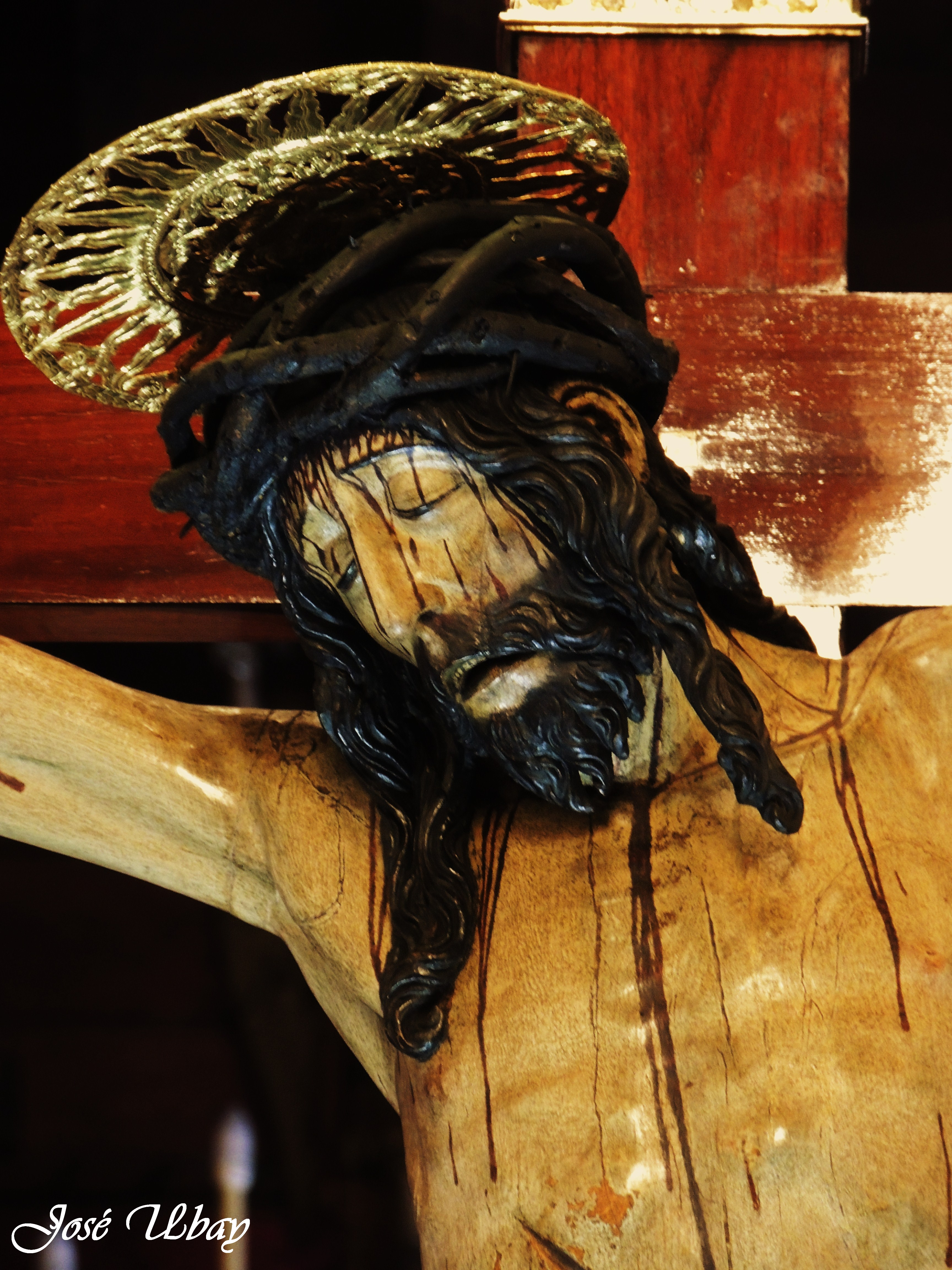
Imagen del Santísimo Cristo de La Laguna.

## Imaginería religiosa
Aparte de la venerada imagen del Santísimo Cristo, existen en el Real Santuario diferentes imágenes y cuadros de gran valor histórico, artístico y cultural:
- Óleo de la Virgen de Candelaria: Perteneciente al siglo XVIII, de estilo barroco. Esta obra se atribuye a Cristóbal Hernández de Quintana (1651-1725). Se encuentra a los pies de la nave, bajo el coro. Es interesante, indicar cómo desde mediados del siglo XVII, Nuestra Señora de Candelaria, fue representada en lienzos tal y como la encontrámos actualmente en su santuario.

- Inmaculada Concepción: Escultura de vestir, siglo XVIII-XIX. Única imagen dedicada a la Virgen María en el santuario. Se desconoce al autor de esta imagen se ubica en el nicho del lado de la Epístola, bajo el coro.

- Santa Bárbara: Óleo sobre lienzo, de estilo barroco, del primer tercio del siglo XVIII. Su figura y culto surgió en Oriente. La obra se atribuye a Hernández de Quintana. Se encuentra a los pies de la nave, en el lado de la Epístola.

- San Juan Evangelista: Óleo sobre lienzo, siglo XVIII, barroco, y anónimo. Ubicado al lado del Evangelio.

- San Antonio de Padua: Escultura de bulto redondo, barroca, de autor desconocido. Se sitúa en una de las hornacinas del lado de la Epístola. Es una talla de pequeñas dimensiones (70 cm de altura), destinada a colocar en retablo y realizada en madera policromada.

- Virgen de las Mercedes: Óleo sobre lienzo, del siglo XVIII, de estilo barroco. Su autor es Gaspar de Quevedo, data de 1616-1670, y se ubica en el lado del Evangelio.

- Cristo Buen Pastor: Óleo sobre lienzo, perteneciente al siglo XVIII, de estilo barroco. La obra es de autor desconocido y se encuentra en el lado del Evangelio. Su inspiración la encontramos en modelos antiguos como el moscóforo Hermes llevando el carnero. Su atributo, una oveja sobre los hombros.

- San Francisco de Asís: Escultura de bulto redondo, del siglo XVII de estilo barroco, y autor anónimo. Se sitúa en el lado del evangelio. Es una de las mejores tallas del Real Santuario.

- Virgen del Rosario: Óleo sobre lienzo, de principios del siglo XVIII, anónimo tinerfeño.

- San Pedro Apóstol: Óleo sobre lienzo, obra anónima, del siglo XVIII. El santo iconográficamente se relaciona con el gallo (representado en el lienzo), debido al pasaje bíblico de la negación de Jesús por parte de Pedro.

- Santo Niño Jesús de los Afligidos: Talla de vestir en madera policromada, obra anónima del primer tercio del siglo XVIII aproximadamente. La escultura nos muestra un Divino Niño sentado en trono de madera tallada en actitud de bendecir, es una pieza barroca en la que destaca la parte de la cabeza trabajada con esmero y delicadeza. Se pueden observar rasgos que preludian el rococó.

- Santa Rosa de Viterbo: Óleo sobre lienzo. Fue donada junto con otro lienzo con la imagen de San Francisco de Asís, de similares características, en 1745.

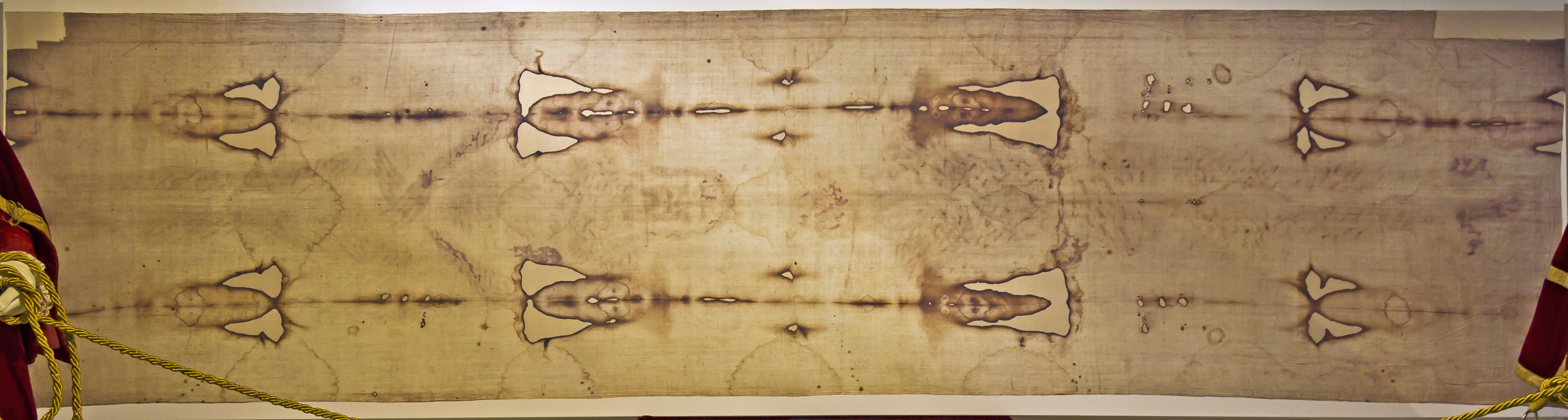
Réplica de la Sábana Santa de Turín que se conserva en el Museo del Santuario.